# Santo Amaro (Sousel)

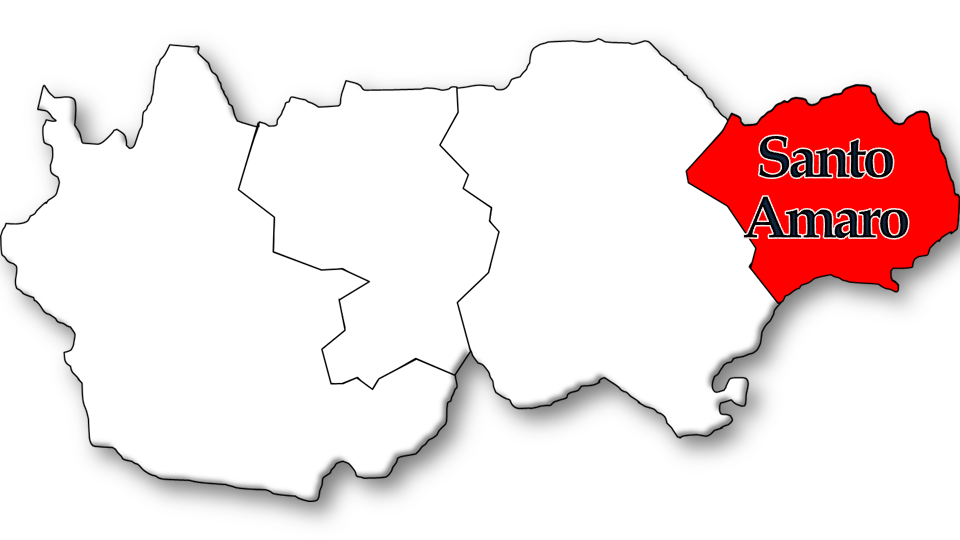
Localização no Município de Sousel

Santo Amaro é uma povoação portuguesa sede da Freguesia de Santo Amaro do Município de Sousel, freguesia com 39,51 km² de área e 539 habitantes (censo de 2021), tendo, por isso, uma densidade populacional de 13,6 hab./km².

## Demografia
Nos censos de 1864 a  1930 figura no concelho de Fronteira. Passou para o atual concelho (atual município) pelo decreto n.º 22.009, de 21/12/1932.
A população registada nos censos foi:
| Distribuição da População por Grupos Etários | Distribuição da População por Grupos Etários | Distribuição da População por Grupos Etários | Distribuição da População por Grupos Etários | Distribuição da População por Grupos Etários |
| -------------------------------------------- | -------------------------------------------- | -------------------------------------------- | -------------------------------------------- | -------------------------------------------- |
| Ano                                          | 0-14 Anos                                    | 15-24 Anos                                   | 25-64 Anos                                   | > 65 Anos                                    |
| 2001                                         | 92                                           | 87                                           | 325                                          | 202                                          |
| 2011                                         | 82                                           | 59                                           | 300                                          | 203                                          |
| 2021                                         | 59                                           | 52                                           | 250                                          | 178                                          |

## Património
Património arquitectónico referenciado no SIPA:
- Apeadeiro Ferroviário de Santo Amaro
- Cruzeiro de Santo Amaro
- Igreja Paroquial de Santo Amaro / Igreja de Santo Amaro